# الدوري الإستوني لكرة السلة للسيدات
الدوري الإستوني لكرة السلة للسيدات (بالإستونية: Naiste Korvpalli Meistriliiga)‏ هو دوري كرة سلة للسيدات في إستونيا تأسس في سنة 1991 يلعب فيه 13 فريقا. يعتبر فريق جامعة تالين الأكثر فوزا به برصيد 10 ألقاب.